# 松永一成
松永 一成（まつなが かずなり、1961年12月22日 - ）は山口県出身のプロゴルファー。

## 来歴
山口県立宇部中央高等学校出身。
11歳からゴルフを始め、1989年にプロ入りする。
1989年のゼンリン福岡オープン で山本昭一・池原厚・塩田昌宏を抑えると同時に日下敏治とのプレーオフを制してプロ初勝利を挙げ、中四国オープンでは上野忠美・三上法夫に次ぐと同時に河村雅之・倉本昌弘・奥田靖己・十亀賢二を抑えての4位に入った。
1990年の山口オープンでは初日を河村雅之と共に65をマークして首位タイでスタートし、最終日には杉田勇とのプレーオフを制して優勝。
1991年には水戸グリーンオープンで芹澤大介・中村輝夫・福沢孝秋・坂下定夫を抑えて優勝し、1993年には山口オープン2勝目を飾る。
1993年のキャスコ岡山オープンで宮田孝誠・山本己沙雄に次ぐと同時に吉野展弘と並んでの3位タイ、1994年のアコムインターナショナルで倉本泰信と並んでの10位タイに入った。
1999年のヨネックスオープン広島では治療中の左下奥歯が強烈に痛みだしてゴルフどころではなくなるが、初日の朝にようやく収まる。試合では硬いグリーンと長いラフでグリーンの手前から攻めるようにし、6番から8番まで、いずれも4m以内のパットを確実に沈めて3連続バーディを奪うなど、首位発進の好スタートを切った。
2000年のNST新潟オープンでは開幕2週間前に手に取ったゴルフ雑誌のレッスンが刺激となり、初日は出だしの1番、3番こそラフに捕まってパーオンできずにボギー発進も、4番から再三のピンチにも耐えしのぎ、9番で2オンに成功して2パットのバーディでイーブンにして折り返す。5バーディノーボギーの31で周ってトータル66、5アンダーで3位タイにつけた。
2001年の第1回山口県オープンで優勝し、宇部興産オープンでは4番ホールでホールインワンを達成。8番アイアンで直接、沈める快挙であったが、予選カットラインまであと1打の最終18番はパーに終わった。
2003年の第1回香川県オープンでは初日68で3位に付け、最終日は降雨にスコアが伸び悩んで70とし、通算6アンダー138で並んだ吉田敬三をプレーオフ1ホール目にバーディーを奪って下す。
2006年のKBCオーガスタを最後にレギュラーツアーから引退。
2012年にはシニアに転向して全8試合中7試合に出場し、予選落ちは1試合もなく、日本プロシニア29位、日本シニアオープン30位としぶとく残り、最終戦の富士フイルムでは5位と大健闘。賞金ランクも終盤にきて大幅に上げて32位でシーズンを終えて、シード資格は「30位まで」で、あと一息であったが、ランキング圏内にいたバリー・レーン（イギリス）とピーター・ファウラー（オーストラリア）が別の資格で出場することを申告したため、賞金シードランキングは2つ繰り下がって32位までとなり、シード入りすることができた。
2016年までシニアツアーに出場したが、その後は練習は続けていたものの、試合にかける情熱を失ってしまう。6年間のブランクを経て、2023年の関西プログランドシニアに出場。
大会の案内を手にした時に気持ちが動き、エントリーしてからの1ヶ月は、失われていた体力を少しずつ取り戻そうとプレーの中で200ヤードでも走ったほか、所属している宇部72CCの研修生と共に練習するなどした。
試合では初日前半は2バーディー1ボギーで回り、後半1番パー4でセカンドを50cmにつけてバーディー。以降は少し消極的なマネジメントでショットは曲がり始めるなど緊張の続くホールが続き、スコアは伸ばすことができなかったが、2アンダー2位グループは優勝圏内に入った。

## 主な優勝
- 1989年 - ゼンリン福岡オープン
- 1990年 - 山口オープン
- 1991年 - 水戸グリーンオープン
- 1993年 - 山口オープン
- 2001年 - 山口県オープン
- 2003年 - 香川県オープン